# Katchou
Katchou (pseudoniem van Ali Nasri) (El Madher, 15 april 1963 - Aïn Touta, 12 augustus 2009) was een Algerijns zanger.
Katchou zong in de berbertaal Chaoui en bracht zeker acht albums uit, waarvan de meeste bekende Hey demi demi en Ana Wach Edani zijn. Hij overleed in augustus 2009 bij een verkeersongeval tussen Sétif en Batna. 